# Kalisto Entertainment
Kalisto Entertainment SA fue una empresa francesa de desarrollo de videojuegos fundada por Nicolas Gaume a los 19 años.
La compañía comenzó con el nombre de Atreid Concept en 1990 y posteriormente creó el sello de distribución Kalisto en 1992, que se convirtió en el homónimo de Kalisto Entertainment. A finales de 1994, Atreid Concept se convirtió en parte de Mindscape Inc., pasando a llamarse Mindscape Bordeaux. Nicolas Gaume más tarde compró Mindscape Bordeaux en 1996 y cambió el nombre de la empresa a Kalisto Entertainment.
Kalisto Entertainment se declaró en bancarrota en 2002 y funcionarios de la empresa se encontraron sin culpa en el 2006.

## Juegos
- 4 Wheel Thunder
- Al Unser Jr. Arcade Racing
- Brainies, The
- Breakline
- Cogito
- Dark Earth
- Evasive Action
- Fury of the Furries
- Lucky Luke: Western Fever
- New York Race
- Nightmare Creatures
- Nightmare Creatures II
- Pac-In-Time
- Paragliding
- Pick 'n Pile
- Savage Warriors
- S.C.OUT
- Tinies Farter
- The Fifth Element
- Ultim@te Race Pro
- Warriors
- Twisted Metal

- Datos: Q726988